# ファランヘ党 (レバノン)
ファランヘ党（ファランヘとう、アラビア語: حزب الكتائب اللبنانية, ラテン文字転写: Hizb al-Kata'ib al-Lubnaiyah、英語: Kataeb Party, Lebanese Phalange Party）は、レバノンにおけるキリスト教マロン派系の極右政党・民兵組織。正式名称はファランヘ党•レバノン社会民主党（Kataeb Party - Lebanese Social Democratic Party）である。現在の党首はサミー・ジュマイエル。
党名の「ファランヘ」は、スペインのファランヘ党と同様、ギリシャ語で大隊を意味するファランクスから採られたものである。アラビア語読みでカターイブ党と表記する（意味は同じ）。ファランジスト党と英語読みで表記することも。

## 概要

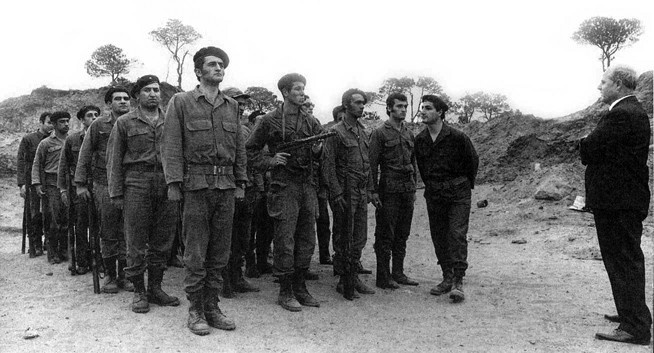
ファランヘ党員の私兵団
_{訓示を与えている人物がピエール・ジェマイエル}

エジプト出身の歯科医であったピエール・ジェマイエルが、レバノン独立を目的に1936年に結成した。当時ヨーロッパで台頭していたイタリアのファシスト党やドイツのナチスを模範としたファシズム政党としており、ナチスの突撃隊を真似た私兵集団を組織し、ナチス式敬礼を採用していた。
政党として国会内では少数勢力であったが、むしろ土着のマロン派社会で強力な影響を持った。後に登場してくるアラブ民族主義とは対立するフェニキア主義を主張し、伝統的なレバノン・ナショナリズムを訴えた。当初は反仏抵抗運動を行っていたが、独立後は一転して、国内のアラブ民族主義・イスラーム勢力に対抗するため、親イスラエル路線に変わっていった。
1958年のレバノン内乱以降は党の武装化を推し進め、ピエールの次男・バシール・ジェマイエルは積極的な反シリア主義路線を敷き、パレスチナ人難民排除を訴えて党のシンボルとなった。1975年のレバノン内戦以降、代表的な右派の民兵組織としてマスコミに登場するが、1976年にはバシールが糾合と粛清の末、若手幹部を中心に民兵組織レバノン軍団を結成。党とレバノン軍団は次第に乖離していくことになる。
1982年、レバノン国会で大統領に選出されたばかりのバシールがファランヘ党本部で演説中に爆弾が炸裂し、バシールのほか26人の党員が殺害された。党の民兵はその報復としてベイルートに暮らすパレスチナ難民を襲撃し、サブラー・シャティーラ虐殺事件を引き起こした。なお、バシール爆殺事件で逮捕・起訴され有罪となったのは、実際には、シリア社会民族党の党員であった。
1984年にピエールが死去すると、ファランヘ党はマロン派の富裕・老年層が支持者となって親欧米指向を一層強めていき、現実的な考え方をとり、時としてはシリアをも支持する若年層中心のレバノン軍団とは対立の様相を示すようになる。
内戦終結に伴い、1989年にシリアによって武装解除がなされた。現在は、反シリア・イラン派勢力であるレバノン議会野党連合である「3月14日連合」の一角を占めている。